# Timothy Simons
Pour les articles homonymes, voir Simons.
Timothy Simons est un acteur américain, né le 12 juin 1978 à Readfield (Maine).

## Filmographie  sélective

### Cinéma
- 2010 : Days Together de Pete Monro : Bartender at R Bar
- 2013 : Beneath the Harvest Sky de Aron Gaudet et Gita Pullapilly : Dayton
- 2014 : Le Pari de Ivan Reitman : Marx
- 2014 : Inherent Vice de Paul Thomas Anderson : Agent Borderline
- 2014 : L'Interview qui tue ! de Evan Goldberg et Seth Rogen: Malcolm
- 2015 : Digging for Fire de Joe Swanberg : homme yoga
- 2015 : Chair de poule, le film de Rob Letterman : Officier Stevens
- 2016 : Christine de Antonio Campos : Steve Turner
- 2016 : The Boss de Ben Falcone : Stephan
- 2016 : Flock of Dudes de Bob Castrone : Butler
- 2016 : Gold de Stephen Gaghan : Jackson
- 2019 : Le Coup du siècle (The Hustle) de Chris Addison : Jeremy
- 2020 : Ma belle-famille, Noël et moi (Happiest Season) de Clea DuVall : Ed
- 2021 : Home Sweet Home Alone de Dan Mazer
- 2022 : Don't Worry Darling d'Olivia Wilde : Dr Collins

### Télévision

#### Séries télévisées
- 2012 : Best Friends Forever : Single and Lovin' It (saison 1 épisode 4) : Tall Guy
- 2012 : The Craft Store : Science Fair (saison 1 épisode 1) : Mort
- 2012 : The Craft Store : Staff Meeting (saison 1 épisode 2) : Mort
- 2012 : The Craft Store : The Grudge (saison 1 épisode 3) : Mort
- 2012 - 2019 : Veep : Jonah Ryan
- 2019 : Looking for Alaska : Mr Starnes
- 2022 : Candy : Pat Montgomery
- 2024 : Nobody Wants This : Sasha
- 2025 : The Handmaid's Tale : La Servante écarlate : Commandant Bell